# Caverna do Diabo
Caverna do Diabo é uma caverna existente no Parque Estadual Caverna do Diabo, município de Eldorado. É a maior caverna do Estado de São Paulo
Descoberta por pesquisadores há mais de 100 anos, já era conhecida e utilizada por indígenas e quilombolas há séculos, cuja história é povoada pelas mais incríveis lendas. Justamente por isso, a Caverna do Diabo ou Gruta da Tapagem é um lugar que merece ser visitado pessoalmente. A apenas 280 quilômetros da cidade de São Paulo, no município de Eldorado, o Parque Estadual Caverna do Diabo é um dos parques que constituem o Mosaico de unidades de conservação do Jacupiranga. A caverna não é totalmente aberta à visitação pública. Dos 8650 metros de extensão, apenas 600 metros estão livres para os turistas. Esta área dispõe de sistema de luz, passarelas, escadas e corrimãos. A visitação na caverna é feita de terça a domingo, das 8 da manhã ás 17 h. Os sobes e desces em seu interior, constitui, sem dúvida, uma aventura para quem tem fôlego.
A entrada da caverna fica a 460 metros de altitude e, lá dentro, o cenário é surpreendente. Curiosas estalactites, estalagmites, cortinas de pedras e cascatas de calcita intrigam especialistas e turistas que tentam desvendar os mistérios do lugar. As estalactites se formaram com a penetração da água no solo e, posteriormente, na camada de calcário, até atingir o teto da caverna. As estalagmites se elevam do solo, numa proporção estimada em um centímetro cúbico a cada 10 anos, o que justifica a preocupação dos guias e guardas da caverna com a degradação de seu interior.
De um lado ao outro da caverna registra-se um desnível de 150 metros, o que impossibilita o acesso de pessoas inexperientes na maior parte de sua extensão. Somente espeleólogos têm permissão para ultrapassar os limites pré-determinados. As formações mais interessantes podem ser vistas no salão conhecido como Catedral. A beleza do lugar dá asas à imaginação. Talvez, por isso, algumas dessas formas ficaram eternizadas com nomes um tanto quanto estranhos, quase todos dados pelo grupo paulista de espeleologia "Os Aranhas": Cabeça de Ema, Guardião, Galeria dos Órgãos, Pia Batismal, Branca de Neve, Cemitério dos Índios, Perfil de Buda, Reis Magos, Templo Perdido, Caldeirão do Diabo e Torre de Pisa.
Passando por esta galeria atinge-se um lago de águas represadas do Ribeirão das Ostras. À direita está o setor superior, aberto aos turistas. E descendo, à esquerda, acredita-se que há um incrível e sinistro labirinto com cerca de cinco mil metros de corredores e galerias subterrâneas na mais profunda escuridão. Neste trecho, que parece conduzir ao centro da Terra, é proibida a entrada, pois o terreno é extremamente acidentado e perigoso.
Outras coisas fascinantes podem ser vistas lá em baixo, num percurso, ora dentro das águas do ribeirão, ora nas rochas. São cachoeiras, lençóis de água e o lago do Silêncio, com 200 metros de extensão. Em alguns momentos, para se ultrapassar os obstáculos, é necessário o uso de cordas até ter a certeza de estar pisando em solo seguro. Dentro da caverna, o silêncio só é quebrado pelas águas que deslizam pelas rochas. Mas, lá dentro, o som é diferente. No interior da caverna tem-se a impressão de estar no maior lugar do mundo e, ao mesmo tempo, no menor cantinho, prestes a desabar. 
Em 2018 foi inaugurado o novo portal receptivo do Parque. 